# Valley Pride Freedom Fighters FC
Valley Pride Freedom Fighters Football Club – nieistniejący już belizeński klub piłkarski z siedzibą w mieście Dangriga, stolicy dystryktu Stann Creek. Funkcjonował w latach 2008–2019. Domowe mecze rozgrywał na obiekcie Carl Ramos Stadium.

## Osiągnięcia
- wicemistrzostwo Belize (1): 2010/2011

## Historia
Klub został założony w 2008 roku w mieście Punta Gorda, stolicy dystryktu Toledo, pod nazwą Paradise Freedom Fighters. Domowe mecze rozgrywał na stadionie Toledo Union Field. Od razu po powstaniu przystąpił do alternatywnej, ogólnokrajowej ligi Super League of Belize, nieadministrowanej przez Belizeński Związek Piłki Nożnej (FFB). Spędził w niej tylko jeden sezon, po czym przeniósł się do oficjalnych, administrowanych przez FFB rozgrywek Belize Football Premier League. W połowie 2010 roku został przemianowany na Toledo Ambassadors i pod tą nazwą wywalczył wicemistrzostwo Belize w sezonie 2010/2011. Bezpośrednio po tym na pół roku powrócił do rozgrywek Super League, pod starą nazwą Paradise/Freedom Fighters.
W 2012 roku klub przystąpił do nowo powstałej Premier League of Belize. Wycofał się z niej na koniec 2012 roku, by powrócić już po sześciu miesiącach. W styczniu 2015 ze względu na umowę sponsorską zmienił nazwę na King Energy/Freedom Fighters FC, a latem ponownie wycofał się z belizeńskiej Premier League. Tym razem absencja trwała rok – w 2015 roku pod nazwą Freedom Fighters FC powrócił do rozgrywek.
Latem 2019 klub po 11 latach opuścił Punta Gorda i przeniósł swoją siedzibę na północ do miasta Dangriga, stolicy dystryktu Stann Creek. Zmienił wówczas swoją nazwę na Valley Pride Freedom Fighters FC. W Dangridze grał przez pół roku, po czym po raz trzeci wycofał się z belizeńskiej Premier League, ze względu na niezdolność do wywiązania się ze swoich zobowiązań.

## Trenerzy
- Andres Makin Sr. (2011)[7]
- Charles „Chuck” Gutierrez (2017–2018)[8][9]